# حكومة إبراهيم هاشم الثانية
حكومة إبراهيم هاشم الثانية هي الحكومة الثامنة عشرة منذ عهد إمارة شرق الأردن عام 1921 والأولى بعد استقلال المملكة عام 1946. شكّل إبراهيم هاشم الحكومة في 19 مايو عام 1945 م، بتكليف من الملك عبد الله الأول بن الحسين. وقد حلّت الحكومة في 1 فبراير 1947.

## أعضاء الحكومة
| الرقم | الإسم           | المهام الوزارية                             | ملاحظات |
| ----- | --------------- | ------------------------------------------- | ------- |
| 1     | إبراهيم هاشم    | رئيسا للوزراء ووزيرا للدفاع                 |         |
| 2     | توفيق أبو الهدى | وزيرا للخارجية                              |         |
| 3     | سعيد المفتي     | وزيرا للمالية والشؤون الاقتصادية والمواصلات |         |
| 4     | نقولا غنما      | وزيرا للتجارة والزراعة                      |         |
| 5     | فهمي هاشم       | قاضيا للقضاة ووزيرا للمعارف                 |         |
| 6     | مسلم العطار     | وزيرا للداخلية والعدلية                     |         |

في 1 سبتمبر 1945، أجري التعديل الأول على الحكومة كما يلي:
| الرقم | الإسم        | المهام الوزارية                   | ملاحظات |
| ----- | ------------ | --------------------------------- | ------- |
| 1     | محمد الشريقي | وزيرا للخارجية والمالية والاقتصاد |         |
| 2     | عمر مطر      | وزيرا للمواصلات                   |         |

في 8 سبتمبر 1946، أجري التعديل الثاني على الحكومة كما يلي:
| الرقم | الإسم        | المهام الوزارية                  | ملاحظات |
| ----- | ------------ | -------------------------------- | ------- |
| 1     | نقولا غنما   | وزيرا للمالية والاقتصاد          |         |
| 2     | فهمي هاشم    | قاضيا للقضاة ووزيرا للعدلية      |         |
| 3     | مسلم العطار  | وزيرا للداخلية والتجارة والزراعة |         |
| 4     | محمد الشريقي | وزيرا للخارجية والمعارف          |         |

في 17 ديسمبر 1946، أجري التعديل الثالث على الحكومة كما يلي:
| الرقم | الإسم               | المهام الوزارية                  | ملاحظات |
| ----- | ------------------- | -------------------------------- | ------- |
| 1     | نقولا غنما          | وزيرا للمالية والاقتصاد والتجارة |         |
| 2     | عبد المهدي الشمايلة | وزيرا للداخلية والزراعة          |         |